# Мазовше (Куявско-Поморское воеводство)
Мазовше — деревня в гмине Черниково Торуньского повета Куявско-Поморского воеводства в центральной части севера Польши.
В Мазовше работает церковь Святого Мартина.